# Anarquismo coletivista
O anarquismo coletivista ou anarcocoletivismo é uma das vertentes clássicas do anarquismo. Trata-se de uma corrente de pensamento econômica anarquista, que defende a abolição tanto do Estado como da propriedade privada dos meios de produção.
A propriedade dos meios de produção, distribuição e troca devem ser socializadas, administradas coletivamente pelos próprios trabalhadores reunidos em pequenas associações por afinidade onde cada um deles produz segundo a sua vontade (ou segundo o acordado) e cada um deve receber o produto íntegro de seu trabalho segundo seu mérito particular. Estas associações a sua vez estariam confederadas através do princípio federativo. No entanto este sistema federal deve buscar, segundo os coletivistas, respeitar e mesmo ampliar a autonomia das associações que autogestionam os meios de produção.
Uma vez que a coletivização acontece, o dinheiro seria abolido para ser substituído por notas de trabalho ou créditos e os salários dos trabalhadores "seria determinado em organizações democráticas baseadas na dificuldade do trabalho e da quantidade de tempo que contribuiu para a produção. Estes salários seriam usados para comprar bens em um mercado comum. Isto contrasta com o anarcocomunismo onde os salários seriam abolidos, e os indivíduos pegariam livremente as mercadorias para as suas necessidades em um depósito de mercadorias, "cada um segundo a sua necessidade". Assim, o "anarquismo coletivista" de Bakunin, apesar do título, é visto como uma mistura de individualismo e coletivismo.

## Primeira Internacional
Esta vertentes do anarquismo foi defendida por, entre outros Mikail Bakunin (que enunciou seus princípios), James Guillaume e Ricardo Mella. Seus seguidores foram expulsos da Primeira Internacional pelas discrepâncias com o pensamento de Karl Marx que havia definido através de sua autoridade a hora de afrontar os problemas do proletariado. As ideias de Bakunin de contraposição do Estado e a necessidade da ação direta forjaram essas discrepâncias com a conseguinte criação do anarquismo militante como movimento operário internacional organizado. O anarcossindicalismo rapidamente colocaria em prática várias destas ideias.
Os anarquistas coletivistas usaram o termo "coletivismo" para distinguir-se do mutualismo dos seguidores de Proudhon e do socialismo de estado associado com Karl Marx. Bakunin escreveu, 

"Nós vamos sempre protestar contra qualquer coisa que possa de alguma forma lembrar o comunismo ou o socialismo de Estado", o qual ele considerava fundamentalmente autoritário ("Federalismo, Socialismo e Anti-teologismo", 1867).

## Libertários coletivistas
| - Mikail Bakunin - James Guillaume |  | - Ricardo Mella |  | - Elisée Reclus - Keith Preston |